# Gustav Petersen
Gustav Petersen (* 23. Februar 1805 in Lennep; † 8. März 1885 in Köln) war ein preußischer Unternehmer und Kommunalpolitiker. 1866 war er vorübergehend vertretungsweise Landrat des Kreises Lennep.

## Leben
Der Protestant Gustav Petersen wurde als Sohn des Fabrikanten Salomon Petersen (1764–1828) und der Friederike Petersen, geborene Hager (* 1775) geboren. 1837 heiratete er Catharina Fuhrmann (geboren am 16. September 1812 in Lennep; gestorben am 16. Mai 1871 in Neapel). Sie hatten zwei Söhne und eine Tochter.
1865 schied Petersen als Kaufmann aus und zog sich als Rentner aus dem Geschäftsleben zurück. Im selben Jahr wählten ihn die Notabeln des Handelsstandes der Kreise Barmen und Lennep zu einem der Ergänzungsrichter des zum 4. Januar 1866 neu errichteten Handelsgerichts in Barmen. 1866 erhielt er in gleicher Funktion nochmals die Bestätigung bevor er sich mit der Familie seines Sohnes Gustav (1839–1919) nach Neapel zurückzog, wo dieser für mehrere Jahre als Kaufmann tätig war. Dort starb auch 1871 Catharina Petersen, geborene Fuhrmann. Gustav Petersen sr. kehrte mit seinem Sohn, der Schwiegertochter und dem gleichnamigen Enkel Gustav nach Köln zurück.
Nach der Pensionierung des bisherigen Landrates des Kreises Lennep, Emil von Bernuth zum 1. Juli 1866 übernahm Petersen vom 30. Juni bis zum 20. Oktober als Kreisdeputierter vertretungsweise die dortige Verwaltung. Sein Nachfolger im Amt des Landrats war Lambert Rospatt, der mit Julie Adele Fuhrmann verheiratet war, einer Nichte der Eheleute Petersen.
Petersen lebte zuletzt im Alexianerkloster am Mauritiussteinweg 59 in Köln, wo er auch 1885 starb.